# 682
682 (DCLXXXII) fue un año común comenzado en miércoles del calendario juliano, en vigor en aquella fecha.

## Acontecimientos
- En agosto, León II es confirmado como papa por el emperador, aunque había sido elegido en enero del año 681, tras la muerte de su predecesor, Agatón.

## Fallecimientos
- Cadwaladr, rey galés.